# Лудольф Тревіранус
Лудольф Кристіан Тревіранус (нім. Ludolf Christian Treviranus або нім. Ludolph Christian Treviranus, 18 вересня 1779, Бремен — 6 травня 1864, Бонн) — німецький лікар, доктор медичних наук.      

## Біографія
Лудольф Крістіан Тревіранус народився в Бремені 18 вересня 1779 року.  
У 1789 році він почав вивчати медицину в Єнському університеті імені Фрідріха Шиллера, де він вивчав також ботаніку в Августа Бача, а також філософію у Фрідріха Шеллінга і Йоганна Готліба Фіхте.
У 1801 році він отримав вчений ступінь доктора медичних наук і потім працював лікарем.
Лудольф Крістіан Тревіранус помер в місті Бонн 6 травня 1864 року.

## Наукова діяльність
Лудольф Крістіан Тревіранус спеціалізувався на папоротевидних і на насінних рослинах.

## Наукові роботи
- Vom inwendigen Bau der Gewächse (1806).
- Beiträge zur Pflanzenphysiologie (1811).
- Von der Entwickelung des Embryo und seiner Umhüllungen im Pflanzenei (1815).
- Physiologie der Gewächse (1835—1838, 2 Bände).